# Ospedale di Sant'Antonio di Vienne
L'ospedale di Sant'Antonio di Vienne o di Vienda era un'antica struttura caritativa di accoglienza per pellegrini di Montevarchi.

## Storia
L'ospedale, fondato tra la fine del XII e l'inizio del XIII secolo dai canonici regolari di Sant'Antonio di Vienne, sorgeva appena fuori le mura, al di là del torrente Dogana, sulla strada che portava ad Arezzo. Era un piccolo edificio di poche stanze e con soli quattro letti anche se molto probabilmente possedeva un'annessa locanda conosciuta in seguito col nome di "Ramaccio".
Confuso spesso con l'ospedale di Sant'Antonio Abate, che però venne istituito più tardi e dall'altra parte della città, se ne hanno poche memorie scritte almeno finché non venne unito, nel 1534, all'ospedale di Santa Maria del Bigallo di Firenze che ne incamerò i beni e le rendite.